# Agoerodella punkata
Agoerodella punkata är en nattsländeart som beskrevs av Martin E. Mosely 1941. Agoerodella punkata ingår i släktet Agoerodella och familjen kantrörsnattsländor. Inga underarter finns listade i Catalogue of Life.